# Emma Johansson

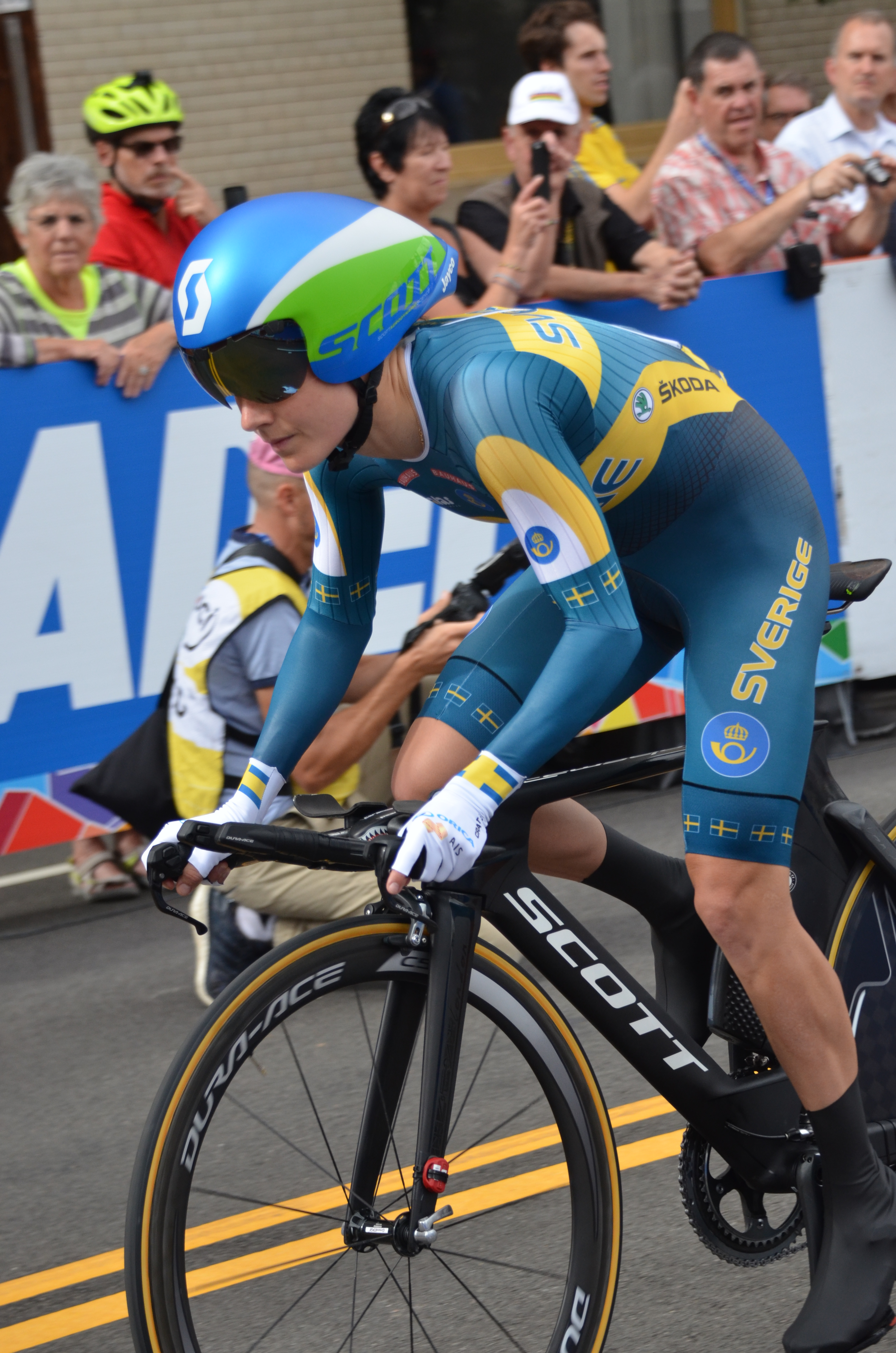
Emma Johansson beim Einzelzeitfahren der Straßen-WM 2015

Emma Karolina Johansson (* 23. September 1983 in Sollefteå) ist eine ehemalige schwedische Radsportlerin.

## Sportliche Laufbahn
Bei den Olympischen Spielen 2008 gewann Emma Johansson hinter der Britin Nicole Cooke die Silbermedaille im Straßenrennen. Bei den Straßen-Radweltmeisterschaften 2007 in Stuttgart wurde sie Sechste. Im Oktober 2010 belegte sie in Geelong bei den Straßenradsport-Weltmeisterschaften 2010 den dritten Platz im Straßenrennen. 2012 startete sie bei den Olympischen Spielen in London und belegte im Straßenrennen Platz sechs.
2013 wurde Johansson Vize-Weltmeisterin im Straßenrennen; im selben Jahr wurde sie UCI Weltranglisten-Erste vor Marianne Vos, die diese Wertung sechs Jahre lang dominiert hatte. 2014 errang sie Bronze für Rang drei. 2016 startete sie bei den Olympischen Spielen in Rio de Janeiro im Straßenrennen und errang ihre zweite Silbermedaille.
Ende 2017 beendete Emma Johansson ihre Radsportkarriere, nachdem sie wegen einer Schwangerschaft schon in ihrer letzten Saison kaum Rennen gefahren war.

## Palmarès

### Straße
2001
- Schwedische Junioren-Meisterin – Straßenrennen

2005
- Schwedische Meisterin – Zeitfahren

2007
- Schwedische Meisterin – Zeitfahren

2008
- Schwedische Meisterin – Zeitfahren
- Olympisches Straßenrennen
- Gesamtwertung und eine Etappe Trophée d’Or Féminin

2009
- Ronde van Drenthe
- eine Etappe Thüringen-Rundfahrt
- eine Etappe Holland Ladies Tour

2010
- Omloop Het Nieuwsblad
- Straßenradsport-Weltmeisterschaften 2010 – Straßenrennen
- eine Etappe Thüringen-Rundfahrt
- Trophée d’Or Féminin und eine Etappe

2011
- Grand Prix Cholet-Pays de la Loire
- Omloop Het Nieuwsblad
- Omloop van het Hageland
- eine Etappe Emakumeen Bira
- eine Etappe Giro del Trentino Alto Adige
- Schwedische Meisterin – Straßenrennen
- Thüringen-Rundfahrt und eine Etappe
- eine Etappe Trophée d’Or Féminin

2012
- Gesamtwertung und eine Etappe Tour de Free State
- Schwedische Meisterin – Straßenrennen
- Schwedische Meisterin – Einzelzeitfahren
- eine Etappe Giro d’Italia Femminile

2013
- Grand Prix Cholet-Pays de la Loire
- Gooik-Geraardsbergen-Gooik
- Gesamtwertung und zwei Etappen Emakumeen Bira
- Schwedische Meisterin – Zeitfahren
- Thüringen-Rundfahrt und zwei Etappen
- Prolog Route de France Féminine
- Weltmeisterschaft – Straßenrennen

2014
- Le Samyn des Dames
- Grand Prix Cholet-Pays de la Loire
- Trofeo Alfredo Binda
- eine Etappe The Women’s Tour
- Boels Rentals Hills Classic
- Schwedische Meisterin – Straßenrennen, Einzelzeitfahren
- Weltmeisterschaft – Straßenrennen
- Gesamtwertung und eine Etappe BeNe Ladies Tour
- eine Etappe Boels Rental Ladies Tour

2015
- Durango–Durango Emakumeen Saria
- zwei Etappen Emakumeen Bira
- Schwedische Meisterin – Straßenrennen, Einzelzeitfahren
- Gesamtwertung Internationale Thüringen-Rundfahrt
- Gesamtwertung Lotto Belgium Tour

2016
- Gesamtwertung und zwei Etappen Emakumeen Bira
- Schwedische Meisterin – Einzelzeitfahren
- Schwedische Meisterin – Straßenrennen
- Olympische Spiele – Straßenrennen

### Mountainbike
2000
- Schwedische Junioren-Meisterin – Mountainbike (XC)

2001
- Schwedische Junioren-Meisterin – Mountainbike (XC)

## Teams
- 2006 Bizkaia-Panda Software-Durango
- 2007 Vlaanderen-Capri Sonne-T-Interim
- 2008 AA Drink Cycling Team
- 2009 RedSun Cycling Team
- 2010 Redsun Cycling Team
- 2011 Hitec Products-UCK
- 2012 Hitec Products-Mistral Home Cycling Team
- 2013 Orica-AIS
- 2014 Orica-AIS
- 2015 Orica-AIS
- 2016 Wiggle High5
- 2017 Wiggle High5